# パントリー
パントリー（英語: pantry）とはキッチンの一部分に、あるいはキッチンに隣接して設けられる小室・収納スペースである。
食品や飲料のほか、日常使う頻度の少ない調理器具や什器類をストックするために利用される。食品貯蔵庫や食器室と呼ばれる。飲食店やホテルでは、厨房から運ばれてきた料理を盛りつける配膳室のことを指すこともある。
多くの場合、北半球では日光を避けるために北や東の方向に作られる場合が多いが、南半球では同じ理由にて南や東向きに作られる。

## 写真
パントリーのギャラリー
- フランス・スナイデルスによるものとされる絵画（およそ1620年代）。
- 第二次世界大戦中のジブラルタルのパントリー。
- Rømø (Denmark). Kommandørgård National Museum - Kitchen: Larder.
- 近代のパントリー。

パントリーの写真